# Walter Murphy
Walter Anthony Murphy, Jr. (Nueva York, 19 de diciembre de 1952) es un pianista, compositor y arreglista estadounidense. que tuvo un gran éxito por su versión para discoteca de La quinta sinfonía de Beethoven, una adaptación con unos pasajes de la original, en 1976 cuando la música disco estaba en su auge, también es conocido por ser junto a Ron Jones autor del tema de inicio de la serie Padre de familia.

## Biografía
Murphy nació en la ciudad de Nueva York, capital del estado de Nueva York, y se crio en Manhattan. Fue a la escuela de música de Manhattan donde estudió jazz y piano clásico. Después de acabar sus estudios, actuó como arreglista para Doc Severinsen y el Tonight Show Band, antes escribía música jingle. Murphy fue el líder de una banda llamada WAM en inicios de los 70 donde tocó en el NYC tristate area. Fue un grupo de éxito pobre en comparación con Tower of Power, solían tocar R&B y música Soulcover. Tocaban frecuentemente en un club en New Rochelle llamado Pearly's. Otro grupo en el que toco en el mismo local fue Billy Vera Band. En inicios de los 70, Murphy sintió interés por las adaptaciones de la música clásica a la música disco y comenzó a editar sus hits, después de ver dos canciones de diferente género basados en la música del compositor Johann Sebastian Bach, Joy por Apollo 100 y "A Lover's Concerto" por The Toys; se volvieron populares. Intentó recrear el éxito e hizo un casete de demo con adaptaciones disco de variedad de música clásica y neo clásica y lo mandó a todas las discográficas de Nueva York.
La respuesta fue imprevisible y solo una de las pistas que era una adaptación de la quinta sinfonía de Beethoven convenció a las discográficas cogiendo gran interés. El propietario de la discográfica Private Stock Records, Larry Uttal, dio a Murphy su oportunidad de grabar una reedición.
Incluso aunque tocó casi todo los instrumentos que le ofreció su discográfica, la compañía tuvo que ponerle un grupo a su lado para comodidad ya que sería mucho mejor que individual, Para molestia de Murphy, ellos usaron el nombre de Walter Murphy and The Big Apple Band, después de descubrir dos días después que en su realización solo constaba el último nombre. El nombre se cambia a The Walter Murphy Band o simplemente Walter Murphy.
Su sencillo entró en la lista de HOT 100 en la posición 80 el 29 de mayo de 1976 y 19 semanas después alcanzó el número 1 de las listas, donde estuvo por una semana . En 1977 se les dio permiso a RSO Records para incluir la pista en la película Fiebre del sábado noche. El segundo sencillo del álbum, "Flight '76", basado en El vuelo del moscardón de Nikolái Rimski-Kórsakov no dio el resultado que se esperaba y solo alcanzó el 46 del HOT 100.
Su siguiente trabajo fue un sencillo de 12", "Rapsody in Blue", incluyendo La quinta de Beethoven en la cara B. un segundo single de 12" de "Gentle Explosion" se pinchó en clubs y emisoras de radio en 1978. RCA en 1979 produjo otro sencillo de mismo tamaño "Mostly Mozart", que demostró que Murphy había tomado este concepto y llevado todo lo lejos que el pudiera ir. Su último trabajo fue en 1982 con un medley de temas de E.T., el extraterrestre lo que le llevó a la posición 47 del HOT 100.
Desde que dejara de publicar y escribir discos, escribió temas musicales para varias series de televisión, incluyendo Padre de familia donde compuso el tema de inicio y su más reciente álbum, "Family Guy: Live in Vegas". En la misma serie, el compuso la canción "You've Got A Lot To See" compuesta para el episodio Brian Wallows and Peter Swallows ganando un premio Emmy en el 2002.

## Discografía

### Álbumes
- A Fifth Of Beethoven - Private Stock 2015 (1976)
- Rhapsody In Blue - Private Stock 2028 (1977)
- Phantom Of The Opera - Private Stock 7010 (1978)
- Walter Murphy's Discosymphony - N.Y. Intl./RCA 3506 (1979)
- Themes From E.T. The Extra-Terrestrial AND MORE - MCA 6114 (1982)
- Family Guy: Live in Vegas (2002)
- Ted (2012)
- Ted 2 (2015)

### Singles
- A Fifth Of Beethoven  (1976)
- Flight '76 (1976)
- Rhapsody In Blue  (1977)
- A Night At The Opera (1978)
- Gentle Explosion (1978)
- Bolero (1979)
- Themes From E.T. (1982)

## Premios y distinciones
Premios Óscar
| Año  | Categoría                          | Canción                         | Película | Resultado |
| ---- | ---------------------------------- | ------------------------------- | -------- | --------- |
| 2013 | Mejor película en habla no inglesa | «Everybody Needs a Best Friend» | Ted      | Nominado  |